# 阪南大学サッカー部
阪南大学サッカー部（はんなんだいがくサッカーぶ）は、大阪府松原市にある阪南大学のサッカー部である。

## 歴史
1965年に創部。1989年に関西学生サッカーリーグ2部に参戦して、1993年に関西学生リーグ（秋季リーグ）2部で優勝。1994年に関西学生リーグ1部に初昇格し、天皇杯全日本サッカー選手権大会（第74回）および全日本大学サッカー選手権大会（第43回大会）に初めて出場した。
1996年、関西学生サッカーリーグ1部で初優勝。1997年の第77回天皇杯全日本サッカー選手権大会で天皇杯初勝利を挙げた。2001年に総理大臣杯全日本大学サッカートーナメントで初優勝した。
2011年に大阪サッカー選手権大会で優勝して3年ぶり(11回目）の天皇杯出場を決めた。2024年は総理大臣杯で12年ぶり3回目の優勝、関西学生リーグ1部でも8年ぶりの優勝を果たした。

## 主な成績
- 総理大臣杯全日本大学サッカートーナメント
  - 優勝：3回（2001, 2012, 2024）
  - 準優勝：2回（2003, 2008）
- 全日本大学サッカー選手権大会
  - 準優勝：2回（2015,2021）
- 関西学生サッカーリーグ1部
  - 優勝：9回（1996, 2002, 2003, 2008, 2010, 2012, 2014, 2016, 2024）
  - 準優勝：3回（1995, 1999, 2000, 2013, 2015, 2020）
- 関西学生サッカー春季リーグ
  - 優勝：4回（1995, 1999, 2000, 2002）
  - 準優勝：1回（1997）
- 関西学生サッカーリーグ2部
  - 優勝：1回（1993年）
- 関西学生サッカー選手権大会
  - 優勝：4回（1997, 2003, 2008, 2011）
  - 準優勝：3回（1999, 2004, 2023)
- 関東・関西チャンピオンズカップ
  - 優勝（1回）：1997年
- 大阪サッカー選手権大会（天皇杯全日本サッカー選手権大会府予選）
  - 優勝：6回 (1998, 1999, 2000, 2004, 2008, 2011)
  - 準優勝：3回（2015, 2017, 2018)

## その他の関連チーム

### 阪南大クラブ
1996年、当時のBチームの部員を中心に発足。
2005年に大阪府社会人サッカーリーグ1部S2（実質2部）で優勝。2006年は大阪府リーグ1部S1で優勝すると、関西府県サッカーリーグ決勝大会でも優勝し関西サッカーリーグに昇格。
2007年は関西リーグ2部で優勝し、1部に昇格。2011年は最下位に終わり2部降格となったが、2013年は2部2位で1部に復帰。2015年は第51回全国社会人サッカー選手権大会で準優勝し、JFL昇格を賭けた全国地域サッカーリーグ決勝大会に出場した。2019年は1部最下位で再び2部に降格となった。2023年は2部2位で1部に復帰するも、翌2024年は最下位で2部降格となった。
主な成績
- 全国社会人サッカー選手権大会
  - 準優勝：1回（2015）
- KSLカップ
  - 優勝：3回（2007、2013、2016）
  - 準優勝：1回（2017）
  - 3位：3回（2009、2011、2015）
- 関西サッカーリーグ2部
  - 優勝：1回（2007）
- 関西府県サッカーリーグ決勝大会
  - 優勝：1回（2006）
- 大阪府社会人サッカーリーグ1部
  - 優勝：1回（2006）

### AIチーム、IIチーム、IIIチーム
インディペンデンス・リーグ（Iリーグ）に各年代別のチームで参加。

### 阪南大Revolution
2019年までのチーム名は「阪南パニックスFC」。
- 2017年には大阪府社会人リーグ1部で2位に入ると、関西府県サッカーリーグ決勝大会でも準優勝し入替戦に進出したが、関大クラブ2010に敗れ残留となった。
- 2022年、大阪府リーグ1部で2位に入ると、関西府県サッカーリーグ決勝大会でも優勝。関西リーグ2部へ昇格を果たす。2020年に関西リーグ1部から降格した阪南大クラブとの同門加盟となった。
- 2023年は7位に終わり、入替戦でOKFCに敗れ1年で大阪府リーグに降格。2024年現在、大阪府社会人プラチナリーグに所属。

主な成績
- 関西府県サッカーリーグ決勝大会
  - 優勝：1回（2022）
- 大阪府社会人サッカーリーグ1部
  - 優勝：1回（2018）
- 大阪府社会人サッカーリーグ2部
  - 優勝：2回（2006、2020）

### 阪南FC
2024年現在、大阪府社会人リーグ3部に所属。

## 主な出身者（在校者）
- 1995年度卒
  - 石丸清隆
- 1996年度卒
  - 北内耕成
  - 橋口勝
  - 朴永浩
- 1997年度卒
  - 金晃正
- 1999年度卒
  - 金川幸司
- 2001年度卒
  - 影山貴志
  - 寺田武史
- 2002年度卒
  - 松浦宏治
- 2003年度卒
  - 梁勇基
- 2004年度卒
  - 大西容平
  - 深谷友基
  - 松浦敦史
- 2005年度卒
  - 廣瀬浩二
  - 伊野波雅彦（中退）
- 2006年度卒
  - 寄井憲
  - 松岡亮輔
  - 李彰剛
  - 釜田佳吾
- 2008年度卒
  - 野田紘史
  - 吉川健太
  - 西田剛
- 2009年度卒
  - 竹重安希彦
  - 木原正和
  - 東浩史
  - 小寺優輝
- 2010年度卒
  - 棚橋雄介
  - 井手口正昭
- 2011年度卒
  - 村山拓哉
  - 井上翔太
  - 岩本知幸
- 2012年度卒
  - 本多勇喜
  - 飯尾竜太朗
- 2013年度卒
  - 工藤光輝
  - 泉澤仁
  - 二見宏志
  - 可児壮隆
  - 窪田良
  - 原田直樹
- 2014年度卒
  - 香川勇気
- 2015年度卒
  - 八久保颯
  - 松下佳貴
- 2016年度卒
  - 甲斐健太郎
  - 外山凌
  - 前田央樹
  - 新井幹人
- 2017年度卒
  - 脇坂泰斗
  - 山口一真
  - 重廣卓也
  - 藤原奏哉
  - 永松達郎
  - 和田凌
- 2018年度卒
  - 草野侑己
  - 大野佑哉
  - 中村亮
  - 町田蘭次郎
- 2019年度卒
  - 長谷川隼
  - 名良橋拓真
- 2020年度卒
  - 真瀬拓海
  - 本石捺
  - 福宮弘乃介
- 2021年度卒
  - 江口稜馬
  - 奥山洋平
- 2022年度卒
  - 髙田椋汰
  - 工藤蒼生
- 2023年度卒
  - 高木践
- 2024年度卒
  - 三好麟大